# Jan-Philipp Rabente
Jan Philipp Rabente (født 3. juli 1987) er en tysk hockeyspiller. 
Rabente spillede siden ungdomsårene for klubben Uhlenhorst Mülheim, inden han i 2013 skiftede til Uhlenhorster HC.
Han spillede på flere af det tyske hockeylandshold, inden han 19. august 2005 debuterede på A-landsholdet. Det var dog først ved EM 2009, han var en fast bestanddel af holdet. Han var med til at vinde sølv ved Champions Trophy samme år, og i 2010 var han med til at vinde VM-sølv.
Han repræsenterede Tyskland ved OL 2012 i London, hvor holdet efter en andenplads i indledende runde vandt 4-2 over Australien i semifinalen. I finalen vandt tyskerne 2-1 over Holland, og Rabente blev den store helt, idet han scorede begge tyskernes mål.
Rabente har pr. februar 2020 spillet 163 landskampe (udendørs), og i januar 2020 fik han debut indendørs på landsholdet ved EM.